# Koreno nad Horjulom
Koreno nad Horjulom is een plaats in Slovenië en maakt deel uit van de gemeente Horjul in de NUTS-3-regio Osrednjeslovenska. De plaats telde 104 inwoners op 1 januari 2020.